# Mucugê
Mucugê là một đô thị thuộc bang Bahia, Brasil. Đô thị này có diện tích 2482,204 km², dân số năm 2007 là 16124 người, mật độ 6,5 người/km².